# Charles Thompson (Leichtathlet)
Charles C. F. O. Thompson („Charlie Bush“, * 1924) ist ein ehemaliger guyanischer Leichtathlet

## Leben
Thompson nahm an den Olympischen Sommerspielen 1948 in London teil. Dort trat er im Weitsprung und im 100-Meter-Sprint an, schied jedoch jeweils in der Vorrunde aus. Im Dreisprung war er gemeldet, sprang jedoch nicht.